# Кнапувка (Свентокшиське воєводство)
Кнапувка (пол. Knapówka) — село в Польщі, у гміні Влощова Влощовського повіту Свентокшиського воєводства.
У 1975-1998 роках село належало до Келецького воєводства.